# 11 d'agost
L'11 d'agost és el dos-cents vint-i-tresè dia de l'any del calendari gregorià i el dos-cents vint-i-quatrè en els anys de traspàs. Queden 142 dies per finalitzar l'any.

## Esdeveniments
Països Catalans
- 897 - La Valldora (Navès, el Solsonès): segons conta la llegenda el rei franc dibuixa les quatre barres amb la sang de Guifré el Pilós, malferit al seu llit de mort.
- 1137, Barbastre, (Regne d'Aragó): Ramon Berenguer IV, comte de Barcelona, hi signa amb Ramir II, rei d'Aragó, el compromís matrimonial amb sa filla Peronella.
- 1713 - Caldes d'Estrac (el Maresme): la cavalleria del general Rafael Nebot hi derrota els filipistes.

Resta del món
- 3114 aC – Comença el calendari Mesoamericà de Comptes Llargs, utilitzat per diverses civilitzacions mesoamericanes precolombines, sobretot els maies.
- 2492 aC – Data tradicional de la derrota de Bel per Hayk, progenitor i fundador de la nació armènia.
- 106 – La part sud-oest de la Dàcia (l'actual Romania) esdevé una província romana : la Dàcia romana.
- 355 – Claudi Silvanus, acusat de traïció, es proclama emperador romà contra Constantí II.
- 490 – Batalla d'Adda: els gots sota Teodoric el Gran i el seu aliat Alaric II derroten les forces d'Odoacre al riu Adda, prop de Milà.
- 923 – Els qarmatians de Bahrayn capturen i saquegen la ciutat de Bàssora.[1]
- 1315 – La gran fam d'Europa esdevé tan terrible que fins i tot el rei d'Anglaterra té dificultats per comprar pa per a ell i el seu seguici.[2]
- 1332 – Guerres d'independència escocesa : Batalla de Dupplin Moor : els escocesos sota Domhnall II, comte de Mar són derrotats per Edward Balliol.
- 1473 – La batalla d'Otlukbeli : Mehmed el Conqueridor de l'Imperi Otomà derrota decisivament a Uzun Hassan d'Aq Qoyunlu.
- 1492 – Rodrigo de Borja és elegit cap de l'Església Catòlica, prenent el nom de Papa Alexandre VI.[3]
- 1675 – Guerra franco-holandesa : les forces del Sacre Imperi Romanogermànic derroten els francesos en la batalla de Konzer Brücke.
- 1718 - Cap Passaro (Sicília, Itàlia): Victòria decisiva de la flota britànica en la batalla del Cap Passaro en hostilitats relacionades amb la Guerra de la Quàdruple Aliança.
- 1786 – El capità Francis Light estableix la colònia britànica de Penang a Malàisia.
- 1804 - Imperi Austríac: Francesc I d'Àustria esdevé el primer Emperador d'Àustria.
- 1812 – Guerra Peninsular : les tropes franceses s'enfronten a les forces britàniques - portugueses en la batalla de Majadahonda.
- 1813 – A Colòmbia, Juan del Corral declara la independència d'Antioquia.
- 1858 – Charles Barrington puja per primera vegada l'Eiger als Alps bernesos acompanyat de Christian Almer i Peter Bohren.
- 1862 - París: L'actriu Sarah Bernhardt debuta a la Comédie-Française, amb l'obra Iphigénie, de Jean Racine.[4]
- 1871 – Es produeix una explosió de cotó a Stowmarket, Anglaterra, amb 28 morts.[5][6]
- 1898 – Guerra hispanoamericana : tropes americanes entren a la ciutat de Mayagüez, Puerto Rico.
- 1918 – Primera Guerra Mundial : acaba la batalla d'Amiens.
- 1919 – Es promulga la Constitució de Weimar d'Alemanya.[7]
- 1920 – Comença la vaga de fam de Cork de 1920 que finalment provoca la mort de tres republicans irlandesos, inclòs l'alcalde de Cork Terence MacSwiney.[8]
- 1920 – Es signa el Tractat de pau entre Letònia i Soviètica, que va renunciar a l'autoritat i les pretensions de Rússia a Letònia, que posa fi a la Guerra d'Independència de Letònia.
- 1924 - EUA: Es va filmar per primer cop un debat entre candidats a la presidència dels Estats Units, que incloïa imatges de Calvin Coolidge, John W. Davis i Robert La Follette.
- 1929 – Babe Ruth es converteix en el primer jugador de beisbol que aconsegueix 500 home runs en la seva carrera amb un home run a Lliga Park a Cleveland, Ohio.
- 1934 – Els primers presoners civils arriben a la presó federal de l'illa d'Alcatraz.
- 1942 – L'actriu Hedy Lamarr i el compositor George Antheil reben una patent per a un sistema de comunicació d'espectre expandit amb salt de freqüència que més tard es va convertir en la base de les tecnologies modernes en telèfons sense fil, comunicacions de ràdio bidireccionals i Wi-Fi.
- 1945 – Els polonesos de Cracòvia participen en un pogrom contra els jueus a la ciutat, matant-ne un i ferint-ne cinc.
- 1952 – Hussein bin Talal és proclamat rei de Jordània.
- 1959 – S'obre l'aeroport internacional de Sheremetyevo, el segon aeroport més gran de Rússia.
- 1960 - Txad: s'independitza de França.
- 1961 – Els antics territoris portuguesos a l'Índia de Dadra i Nagar Haveli es fusionen per crear el Territori de la Unió Dadra i Nagar Haveli.
- 1962 – es llança el Vostok 3 des del cosmòdrom de Baikonur i el cosmonauta Andrian Nikolayev es converteix en la primera persona que flota en microgravetat
- 1965 - Inici dels "Watts Riots", sèrie de violents enfrontaments entre la policia de Los Angeles (EUA) i els residents de Watts i altres barris predominantment afroamericans del sud-centre de Los Angeles que van començar l'11 d'agost de 1965 i van durar sis dies.[9]
- 1969 – Els astronautes de l'Apol·lo 11 són alliberats d'una quarantena de tres setmanes després del seu enlairament de la Lluna.[10]
- 1972 – Guerra del Vietnam : l'última unitat de combat terrestre dels Estats Units abandona Vietnam del Sud.
- 1975 – Timor Oriental : el governador Mário Lemos Pires de Timor portuguès abandona la capital Dili, després d'un cop d'estat de la Unió Democràtica Timorensa (UDT) i de l'esclat de la guerra civil entre UDT i Fretilin.
- 1979 – Dos Tupolev Tu-134 d'Aeroflot xoquen sobre la ciutat ucraïnesa de Dniprodzerzhynsk i s'estavellan, matant els 178 a bord dels dos avions.
- 1982 – Una bomba esclata al vol Pan Am 830, en ruta des de Tòquio, Japó a Honolulu, Hawaii, matant un passatger i ferint 15 més.
- 1984 – " Comencem els bombardeigs en cinc minuts ": el president dels Estats Units, Ronald Reagan, mentre es presenta a la reelecció, fa broma mentre es prepara per fer el seu discurs setmanal de dissabte a la National Public Radio.
- 1988 – Una reunió entre Sayyed Imam Al-Sharif, Osama bin Laden, Abdullah Yusuf Azzam i líders de la Jihad Islàmica egípcia a l'Afganistan culmina amb la formació d'Al-Qaida.[11]
- 1992 – S'obre el Mall of America a Bloomington, Minnesota. En aquell moment el centre comercial més gran dels Estats Units.[12]
- 2000 – Es produeix un incident de ràbia aèria a bord del vol 1763 de Southwest Airlines quan Jonathan Burton, de 19 anys, intenta assaltar la cabina, però és sotmès per altres passatgers i mor a causa de les seves ferides.[13]
- 2003 – L'OTAN pren el comandament de la força de manteniment de la pau a l'Afganistan, marcant la seva primera operació important fora d'Europa en els seus 54 anys d'història.
- 2003 – El líder de Jemaah Islamiyah, Riduan Isamuddin, més conegut com Hambali, és arrestat a Bangkok, Tailàndia.
- 2004 - el Regne Unit: l'Autoritat de Fertilització i Embriologia Humana (AFEH) autoritza científics de la Universitat de Newcastle a clonar embrions humans amb finalitats terapèutiques.
- 2004 - Atenes (Grècia): hi comencen els Jocs Olímpics.
- 2004 - Seül (Corea del Sud): el govern anuncia la construcció d'una nova capital del país a la província de Txungtxeong Sud.
- 2006 – El petrolier MT Solar 1 s'enfonsa davant de la costa de les illes Guimaras i Negros a les Filipines, provocant el pitjor vessament de petroli del país.
- 2012 – Almenys 306 persones moren i 3.000 més resulten ferides en un parell de terratrèmols a prop de Tabriz, Iran.
- 2017 – Almenys 41 persones moren i altres 179 resulten ferides després de la col·lisió de dos trens de passatgers a Alexandria, Egipte.
- 2023 – Luna 25 es llança des del cosmòdrom Vostochny.[14]

## Naixements
Països Catalans
- 1881, Manlleu, Osona: Anna Senyé d'Aymà, poetessa, periodista i activista social catalana (m. 1956).[15]
- 1900, La Vall d'Uixó (Plana Baixa)ː Carmen Tur Melchor, cantant d'òpera valenciana (m. 1943).[16]
- 1913, Sabadell: Lluís Mimó i Espinalt, esperantista català, militant del POUM i víctima dels camps de concentració.
- 1947, Lleida: Jaume Manel Oronich i Miravet, polític català conegut per haver estat paer en cap de Lleida (CDC) entre el 1987 i 1989.
- 1963, 
  - Estopanyà, Ribagorça: Mari Pau Huguet, presentadora de televisió vinculada professionalment a Televisió de Catalunya.[17]
  - Terrassa: Natàlia Mas i Masdefiol, nedadora catalana de les dècades de 1970 i 1980.[18]
- 1971, Inca, Mallorca: Francina Armengol, política mallorquina que presideix el Govern de les Illes Balears des de 2015.[19]
- 1984, Barcelona: Miranda Makaroff, dissenyadora i artista multidisciplinària catalana.[20]
- 1995, Cardona: Pere Marsinyach Torrico, patinador artístic.
- 1989, Barcelona: Úrsula Corberó, actriu catalana.[21]
- 1991: Cristian Tello, futbolista català

Resta del món

###### Abans del s.XX
- 1086 – Enric V, emperador del Sacre Germànic (m. 1125)[22]
- 1384 – Yolande d'Aragó (m. 1442)
- 1472 – Nikolaus von Schönberg, cardenal catòlic (m. 1537)
- 1510 – Margaret Paleologa, sobirana marquesa de Montferrat (m. 1566)
- 1673 – Richard Mead, metge i astròleg anglès (m. 1754)
- 1718 – Frederick Haldimand, general i polític suís-anglès, 22è governador del Quebec (m. 1791)
- 1722 – Richard Brocklesby, metge anglès (m. 1797)
- 1748 – Joseph Schuster, compositor alemany (m. 1812)
- 1778 – Friedrich Ludwig Jahn, gimnasta, pedagog i polític prussià (m. 1852)
- 1794 – James B. Longacre, gravador nord-americà (m. 1869)
- 1807 – David Rice Atchison, general, advocat i polític nord-americà (m. 1886)
- 1808 – William W. Chapman, advocat i polític nord-americà (m. 1892)
- 1816 – Frederick Innes, polític escocès-australià, 9è primer ministre de Tasmània (m. 1882)
- 1823, Hampshire, Anglaterra: Charlotte Yonge, novel·lista anglesa.[23]
- 1833 – Robert G. Ingersoll, soldat, advocat i polític nord-americà (m. 1899)
- 1833 – Kido Takayoshi, samurai i polític japonès (m. 1877)
- 1836 – Warren Brown, historiador i polític nord-americà (m. 1919)
- 1837, Llemotges, França: Marie François Sadi Carnot, enginyer, President de la República Francesa de 1887 a 1894 (m. 1894).
- 1855 – John Hodges, jugador de cricket australià (m. 1933)
- 1858, Nijkerk, Països Baixos: Christiaan Eijkman, metge, patòleg, Premi Nobel de Medicina o Fisiologia de l'any 1929
- 1860 – Ottó Bláthy, enginyer i jugador d'escacs hongarès (m. 1939)
- 1870 – Tom Richardson, jugador de cricket anglès (m. 1912)
- 1874 – Princesa Luisa Carlota de Saxònia-Altenburg (m. 1953)
- 1877 – Adolph M. Christianson, advocat i jutge nord-americà (m. 1954)
- 1878 – Oliver WF Lodge, poeta i autor anglès (m. 1955)
- 1881 – Aleksander Aberg, lluitador estonià (m. 1920)
- 1884 – Hermann Wlach, actor austríac-suís (m. 1962)
- 1885 – Stephen Butterworth, físic i enginyer anglès (m. 1958)
- 1885, Taganrog, Rússiaː Sofia Parnok, poeta i traductora russa, anomenada la Safo de Rússia (m. 1933).[24]
- 1891 –
  - Stancho Belkovski, arquitecte i pedagog búlgar (m. 1962)
  - Edgar Zilsel, historiador i filòsof de la ciència austríac, vinculat al Cercle de Viena (m. 1944)
- 1892 – 
  - Hugh MacDiarmid, poeta i lingüista escocès (m. 1978)
  - Eiji Yoshikawa, autor japonès (m. 1962)
- 1897 - 
  - East Dulwich, Londres: Enid Blyton, prolífica escriptora britànica de literatura infantil (m. 1968).[25]
  - Louise Bogan, poeta i crítica nord-americana (m. 1970)
- 1898 – Peter Mohr Dam, educador i polític feroès, tercer primer ministre de les Illes Fèroe (m. 1968)
- 1898, Saló: Giuseppina Cobelli, soprano italiana (m. 1948).[26]

###### Segle XX-XXI
- 1900 – 
  - Charley Paddock, velocista nord-americà (m. 1943)[27]
  - Philip Phillips, arqueòleg i erudit nord-americà (m. 1994)
- 1902 - Alfredo Binda, ciclista italià (m. 1986)
- 1902 - Lloyd Nolan, actor nord-americà (m. 1985)
- 1902 - Christian de Castries, general francès (m. 1991)
- 1905 - Erwin Chargaff, bioquímic i acadèmic austríac-americà (m. 2002)
- 1905 - Ernst Jaakson, diplomàtic estonià (m. 1998)
- 1907 - Ted a'Beckett, jugador de cricket i advocat australià (m. 1989)
- 1908 - Don Freeman, autor i il·lustrador nord-americà (m. 1978)
- 1908 - Torgny T:son Segerstedt, sociòleg i filòsof suec (m. 1999)
- 1909 - Yūji Koseki, compositor japonès (m. 1989)
- 1909 - Uku Masing, filòsof i teòleg estonià (m. 1985)
- 1911 - Thanom Kittikachorn, dictador de Tailàndia.
- 1912 – Eva Ahnert-Rohlfs, Astrònom i acadèmic alemany (m. 1954)
- 1912 – Raphael Blau, Guionista i productor nord-americà (m. 1996)
- 1913 – Paul Dupuis, Actor canadenc (m. 1976)
- 1913: Bob Scheffing, jugador de beisbol i entrenador nord-americà (m. 1985)
- 1913: Angus Wilson, autor i acadèmic anglès (m. 1991)
- 1915 - Morris Weiss, autor i il·lustrador nord-americà (m. 2014)
- 1916 : Johnny Claes, pilot de cotxes de carreres i trompetista anglès-belga (m. 1956)
- 1919 - Luis Olmo , jugador de beisbol i entrenador porto-riqueny (m. 2017)
- 1919 - París: Ginette Neveu, violinista francesa (m. 1949).
- 1920 - Chuck Rayner, jugador canadenc d'hoquei sobre gel (m. 2002)
- 1921 : Alex Haley, historiador i autor nord-americà (m. 1992)
- 1922 - John "Mule" Miles , jugador de beisbol nord-americà (m. 2013)
- 1923 : Stan Chambers, periodista i actor nord-americà (m. 2015)
- 1925:
  - Floyd Curry, jugador i entrenador d'hoquei sobre gel canadenc (m. 2006)
  - Arlene Dahl, actriu, empresària i escriptora nord-americana (m. 2021)[28]
- 1926, Zelvas, Lituània: Aaron Klug, químic britànic d'origen lituà, Premi Nobel de Química de l'any 1982 (m. 2018).[29]
- 1927 - Raymond Leppard, clavicèmbal i director anglès (m. 2019)
- 1927: Stuart Rosenberg, director i productor nord-americà (m. 2007)
- 1932 : Fernando Arrabal, actor, director i dramaturg espanyol
- 1932 - Izzy Asper, advocada, home de negocis i polític canadenc, va fundar Canwest (m. 2003)
- 1932: Geoffrey Cass, empresari anglès
- 1932 - Peter Eisenman, arquitecte nord-americà, va dissenyar la Ciutat de la Cultura de Galícia
- 1932: John Gorrie, director i guionista anglès
- 1933 - Jerry Falwell, ministre nord-americà i presentador de televisió (m. 2007)
- 1933: Jerzy Grotowski, director i productor polonès (m. 1999)
- 1933: Tamás Vásáry, pianista i director d'orquestra hongarès
- 1934 : Bob Hepple, advocat i acadèmic sud-africà (m. 2015)
- 1936 : Andre Dubus, escriptor de contes, assagista i memòris nord-americà (m. 1999)
- 1936 - Bill Monbouquette, jugador de beisbol i entrenador nord-americà (m. 2015)
- 1936: Jonathan Spence, historiador i acadèmic anglès-nord-americà (m. 2021)
- 1937 - Anna Massey, actriu anglesa (m. 2011)
- 1937 - Patrick Joseph McGovern, empresari nord-americà, va fundar International Data Group (m. 2014)
- 1939 - James Mancham, primer president de les Seychelles (m. 2017)[30]
- 1939: Ronnie Dawson, cantant i guitarrista nord-americà (m. 2003)
- 1940 - Glenys Page, jugador de cricket neozelandès (m. 2012)
- 1941 : John Ellison, músic i compositor nord-americà-canadenc
- 1942 : Mike Hugg, bateria i teclista anglès
- 1942 - Otis Taylor, jugador de futbol americà (m. 2023)[31]
- 1943 : Jim Kale, baixista canadenc
- 1943 - Pervez Musharraf, general i polític pakistanès, 10è president del Pakistan (m. 2023)
- 1943 - Denis Payton, saxofonista anglès (m. 2006)
- 1944 : Martin Linton, periodista i polític suec-anglès
- 1944 - Frederick W. Smith, empresari nord-americà, va fundar FedEx
- 1944: Ian McDiarmid, actor escocès
- 1946 : John Conlee, cantant i compositor nord-americà
- 1946, St. Louis, Missouri: Marilyn vos Savant, escriptora estatunidenca, la persona amb el coeficient d'intel·ligència més alt del món.[32]
- 1947 : Theo de Jong, futbolista, entrenador i entrenador neerlandès
- 1947: Georgios Karatzaferis, periodista i polític grec
- 1947: Wilma van den Berg, velocista holandesa
- 1948 : Don Boyd, director, productor i guionista escocès
- 1949 : Eric Carmen, cantautor i guitarrista nord-americà
- 1949: Tim Hutchinson, advocat i polític nord-americà
- 1949 - Ian Charleson, actor i cantant escocès-anglès (m. 1990)
- 1950 - Erik Brann, cantant, compositor i guitarrista nord-americà (m. 2003)
- 1950 - Gennadiy Nikonov , enginyer rus, va dissenyar el rifle AN-94 (m. 2003)
- 1950, San José: Steve Wozniak, cofundador d'Apple Inc.[33]
- 1951 - Amy Heller, historiadora de l'art i tibetòloga suïssa.
- 1952 - Reid Blackburn, fotògraf nord-americà (m. 1980)
- 1952: Bob Mothersbaugh , cantant, guitarrista i productor nord-americà
- 1953, Xangai: Chen Danqing, pintor, escriptor i crític d'art xinès conegut per les seves pintures dels tibetans.[34]
- 1953  Hulk Hogan, lluitador nord-americà
- 1953: Wijda Mazereeuw, nedadora holandesa
- 1954 : Bryan Bassett, guitarrista nord-americà
- 1954 - Vance Heafner, golfista i entrenador nord-americà (m. 2012)
- 1954: Joe Jackson, cantant, compositor i músic anglès
- 1954: Tarmo Rüütli, futbolista, entrenador i entrenador estonià
- 1954 - Yashpal Sharma, jugador de cricket i àrbitre indi (m. 2021)
- 1955 : Marc Bureau, polític canadenc, 16è alcalde de Gatineau
- 1955: Sylvia Hermon, acadèmica i política d'Irlanda del Nord
- 1956 : Pierre-Louis Lions, matemàtic i acadèmic francès
- 1957, Gassin: Inès de la Fressange, model francesa dels anys 1980, musa de Chanel, dissenyadora i empresària.[35]
- 1957 : Ian Stuart Donaldson, cantautor i guitarrista anglès (m. 1993)
- 1957 : Masayoshi Son, empresari i inversor tecnològic japonès
- 1958 : Steven Pokere, jugador de rugbi neozelandès
- 1958: Jah Wobble, cantant, compositor i baixista anglès
- 1959 : Gustavo Cerati, cantant, compositor, guitarrista i productor argentí (m. 2014)
- 1959: Yoshiaki Murakami, empresari japonès
- 1959: Taraki Sivaram, periodista i autor de Sri Lanka (m. 2005)
- 1959: Richard Scudamore, empresari anglès
- 1959: László Szlávics, Jr. , escultor hongarès
- 1961 : David Brooks, periodista i autor nord-americà
- 1961: Craig Ehlo, jugador i entrenador de bàsquet nord-americà
- 1962 : Brian Azzarello, autor nord-americà
- 1962: Charles Cecil, dissenyador de videojocs anglès i cofundador de Revolution Software
- 1962: John Micklethwait, periodista i autor anglès
- 1962: Rob Minkoff, director i productor nord-americà
- 1963 : Hiromi Makihara, jugador de beisbol japonès.
- 1964 : Jim Lee, autor i il·lustrador nord-americà nascut sud-coreà.
- 1964: Grant Waite, golfista de Nova Zelanda
- 1965 : Marc Bergevin, jugador i entrenador d'hoquei sobre gel canadenc
- 1965: Embeth Davidtz, actriu nord-americana
- 1965, Saint Matthews, Carolina del Sud, Estats Units: Viola Davis és una actriu estatunidenca de cinema, televisió i teatre.[36]
- 1966: Nigel Martyn, futbolista i entrenador anglès
- 1966: Juan María Solare, pianista i compositor argentí
- 1967, Saragossa, Aragó, Espanya: Enrique Bunbury és un músic aragonès.[37]
- 1967 : Massimiliano Allegri, futbolista i entrenador italià
- 1967: Joe Rogan, actor, còmic i presentador de televisió nord-americà
- 1967: Petter Wettre, saxofonista i compositor noruec
- 1968 : Anna Gunn, actriu nord-americana
- 1968: Sophie Okonedo, actriu britànica
- 1968: Charlie Sexton, cantautor i guitarrista nord-americà
- 1970 : Dirk Hannemann, futbolista i entrenador alemany
- 1970: Gianluca Pessotto, futbolista italià
- 1971 : Alejandra Barros, actriu i guionista mexicana
- 1971: Tommy Mooney, futbolista anglès
- 1973 : Kristin Armstrong, ciclista nord-americana
- 1974 : 
  - Saint-Denis, França: Audrey Mestre, biòloga i bussejadora apneista francesa.[38]
  - Marie-France Dubreuil, patinadora artística canadenca
  - Hadiqa Kiani, cantant, compositora i filantropa pakistanesa.
  - Carolyn Murphy, model i actriu nord-americana
- 1975 : Chris Cummings, cantant i compositor canadenc
- 1976 : Iván Córdoba, futbolista i entrenador colombià
- 1976: Bubba Crosby, jugador de beisbol nord-americà
- 1976: Will Friedle, actor i guionista nord-americà
- 1976: Ben Gibbard, cantautor i guitarrista nord-americà
- 1976 - Ľubomír Višňovský, jugador d'hoquei sobre gel eslovac
- 1977 : Gemma Hayes, cantant i compositora irlandesa
- 1977: Dênio Martins, futbolista brasiler
- 1978 : Spyros Gogolos, futbolista grec
- 1978: Charlotte Leslie, política britànica
- 1978: Lillian Nakate, política ugandesa
- 1978: Isy Suttie, còmic, músic, actriu i escriptora anglesa
- 1979: Walter Ayoví, futbolista equatorià
- 1980 : Daniel Lloyd, ciclista i periodista esportiu anglès
- 1980: Lee Suggs, jugador de futbol americà
- 1981 : Daniel Poohl, periodista suec
- 1982 : Andy Lee, jugador de futbol americà
- 1983, Melbourne, Austràlia: Chris Hemsworth és un actor australià.
- 1983 : Chris Hemsworth, actor australià
- 1983: Luke Lewis, jugador de la lliga australiana de rugbi
- 1983 - Pavel 183, pintor rus (m. 2013)
- 1984 : Mojtaba Abedini, tirador olímpic iranià
- 1984: Melky Cabrera, jugador de beisbol dominicà
- 1984 - Lucas di Grassi, pilot de cotxes de carreres brasiler
- 1985: Jacqueline Fernandez, actriu de Bahrain-Sri Lanka
- 1985: Asher Roth, raper nord-americà[39]
- 1986 : Mokhtar Benmoussa, futbolista algerià
- 1986: Pablo Sandoval, jugador de beisbol veneçolà
- 1987: Dany N'Guessan, futbolista francès
- 1987: Drew Storen, jugador de beisbol nord-americà
- 1988, Amsterdam, Països Baixos: Irfan Bachdim, futbolista internacional amb Indonèsia.
- 1988 : Rabeh Al-Hussaini, jugador de bàsquet filipí
- 1988: Patty Mills, jugadora de bàsquet australiana
- 1988: Mustafa Pektemek, futbolista turc
- 1989 - Junior Heffernan, ciclista i triatleta irlandès (m. 2013)
- 1989: Sebastian Huke, futbolista alemany
- 1990: Lenka Juríková, tenista eslovaca
- 1992 : Tomi Lahren, comentarista polític conservador nord-americà[40]
- 1993 : Alyson Stoner, actor, cantant i ballarí nord-americà[39]
- 1994 : Storm Sanders, tenista australiana.
- 1994: Anton Cooper, ciclista de fons neozelandès
- 1994: Joseph Barbato, futbolista francès
- 1994: Song I-han, cantant sud-coreà
- 1997 : Sarah Clelland, futbolista escocesa[41]
- 2001: Moyuka Uchijima, tenista japonesa[42][43]

## Necrològiques
Països Catalans
- 897 - la Vall d'Ora (Navès, el Solsonès): Guifré el Pilós, mort lluitant contra els sarraïns.
- 1871 - Sabadell: Josep Duran i Sors, industrial tèxtil i alcalde de Sabadell.
- 1938 - Sabadell (Vallès Occidental): Miquel Carreras i Costajussà, advocat, historiador, arxiver i filòsof sabadellenc.
- 1954 - París: Salut Borràs i Saperas, lluitadora anarquista (n. 1878).[44]
- 1977 - Barcelona (Barcelonès): Ignacio Fleta, lutier aragonès que va viure a Barcelona (n. 1897).
- 1991 - Sabadell: Ricard Simó i Bach, biògraf sabadellenc.
- 2007 - Ogassa (Ripollès): Lluís Maria Xirinacs i Damians, sacerdot i polític català (n. 1932).

Resta del món
- 223 – Jia Xu, polític i estrateg xinès (n. 147)
- 353 – Magnenci, usurpador romà (n. 303)
- 449 – Arquebisbe Flavi de Constantinoble
- 632 – Rusticula, abadessa d'Arles[45]
- 919 – Dhuka al-Rumi, governador abbàssida d'Egipte[46]
- 979 – Gero, comte d'Alsleben
- 991 – Byrhtnoth, soldat anglès (n. 956)
- 1044 – Sokkate, rei de la dinastia pagana de Birmània (n. 1001)
- 1204 – Guttorm de Noruega (n. 1199)
- 1253 - Assís (Perusa, Itàlia): Clara d'Assís, fundadora de l'Orde de Germanes Pobres de Santa Clara o Clarisses, seguidora italiana de Francesc d'Assís (n. 1194)
- 1259 – Möngke Khan, emperador mongol (n. 1208)
- 1268 – Agnès de Faucigny, senyora governant de Faucigny, comtessa consort de Savoia
- 1332 – Domhnall II, comte de Mar
- 1332 – Robert II Keith, Marischal d'Escòcia
- 1332 – Thomas Randolph, segon comte de Moray
- 1332 – Murdoch III, comte de Menteith
- 1332 – Robert Bruce, senyor de Liddesdale
- 1456 – John Hunyadi, general i polític hongarès (n. 1387)
- 1464 – Nicolau de Cusa, cardenal i místic alemany (n. 1401)
- 1465 – Kettil Karlsson, regent de Suècia i bisbe de Linköping (n. 1433)
- 1486 – William Waynflete, lord canceller anglès i bisbe de Winchester (a.C. 1398)
- 1494 – Hans Memling, pintor belga-alemany (n. 1430)
- 1519 – Johann Tetzel, predicador alemany (n. 1465)
- 1556 – John Bell, bisbe anglès
- 1563 – Bartolomé de Escobedo, compositor i pedagog espanyol (n. 1500)
- 1578 – Pedro Nunes, matemàtic i acadèmic portuguès (n. 1502)
- 1596 – Hamnet Shakespeare, fill de William Shakespeare (n. 1585)
- 1614 - Romaː Lavinia Fontana, pintora italiana, primera dona dedicada professionalment a la pintura (n. 1552).[47]
- 1656 – Ottavio Piccolomini, mariscal de camp austríac-italià (n. 1599)
- 1725 – Príncep Vittorio Amedeo Teodor de Savoia (n. 1723)
- 1774 – Charles-François Tiphaigne de la Roche, metge i autor francès (n. 1722)
- 1813 – Henry James Pye, poeta i polític anglès (n. 1745)
- 1851 – Lorenz Oken, botànic, biòleg i ornitòleg alemany (n. 1779)
- 1854 – Macedonio Melloni, físic i acadèmic italià (n. 1798)
- 1868 – Halfdan Kjerulf, pianista i compositor noruec (n. 1815)
- 1886 – Lydia Koidula, poeta i dramaturga estònia (n. 1843)
- 1890 - Birmingham (Anglaterra): John Henry Newman, cardenal i escriptor anglès.
- 1892 – Enrico Betti, matemàtic i acadèmic italià (n. 1813)

- 1903 – Eugenio María de Hostos, Puerto Rican-American sociologist, philosopher, and lawyer (b. 1839)
- 1908 – Khudiram Bose, Indian Bengali revolutionary (b. 1889)
- 1919 - Lenox (Massachusetts): Andrew Carnegie, industrial i filantrop estatunidenc d'origen escocès a qui es deu el Carnegie Hall (n. 1835).
- 1919 – Andrew Carnegie, Scottish-American businessman and philanthropist, founded the Carnegie Steel Company and Carnegie Hall (n. 1835)
- 1956 - Jackson Pollock, pintor abstracte nord-americà, referent en el moviment de l'expressionisme abstracte (n. 1912)
- 1972 - Max Theiler, bacteriolèg sud-africà, Premi Nobel de Medicina o Fisiologia de l'any 1951 (n. 1899).[48]
- 1973 - Mülheim (Alemanya): Karl Ziegler, químic alemany, Premi Nobel de Química de l'any 1963 (n. 1898).[49]
- 1974 - Locarno (Suïssa): Jan Tschichold, tipògraf alemany (n. 1902).
- 1996 -
  - Sofia (Bulgària)ː Baba Vanga, clarivident i curandera macedònica (n. 1911).[50]
  - Kastanienbaum, Lucerna (Suïssa): Rafael Kubelík, compositor i director d'orquestra txec (n. 1914).
- 2003 - Princeton (Nova Jersey, EUA): Armand Borel, matemàtic (n. 1923).
- 2009 - Hyannis: Eunice Kennedy Shriver, filantropa estatunidenca, fundadora dels Special Olympics (n. 1921).[51]
- 2014 - Tiburon (Califòrnia, Estats Units): Robin Williams, actor i comediant estatunidenc, guanyador d'un Premi Oscar (n. 1951).
- 2017 - 
  - Madrid (Espanya): Teresa Marta Ruiz Penella, coneguda artísticament com a Terele Pávez, fou una actriu basca.[52]
  - Haifa (Israel): Yisrael Kristal fou un polonès-israelià supercentenari, reconegut com el supervivent de l'Holocaust de vida més longeva.
  - Gerhard Storch era un paleontòleg alemany.
- 2021 - París: Geneviève Asse, pintora i gravadora francesa, creadora del «blau Asse» (n. 1923).[53]
- 2022 - Empús: Sempé, dibuixant de còmic francès (n. 1932).[54]

## Festes
- Cada 11 d'agost es fa l'aplec a la parròquia de Santa Susanna, al veïnat de Santa Susanna de Vilamajor, corresponent al municipi de Sant Pere de Vilamajor (Vallès Oriental).[55]

### Santoral[56]

#### Església Catòlica[57]
- Sants al Martirologi romà (2011): Susanna de Roma, verge i màrtir; Clara d'Assís, verge i fundadora (1253); Alexandre el Carboner, màrtir (250);Tiburci i Cromaci de Roma, màrtirs (s. III-IV); Cassià de Benevent, bisbe (segle iv); Taurí d'Évreux, bisbe (s. V); Rufí d'Assís, bisbe (412); Equici, abat (ca. 571); Attracta de Sligo, abadessa (s. VI); Gaugeric de Cambrai, bisbe (625); Rustícola d'Arle, abadessa (632).
  - Beats: John Sandys, Stephen Rowsham i William Lampley, preveres màrtirs (1586, 1587, 1588); Jean-Georges-Thomas Rhem, frare màrtir (1794); Luigi Biraghi, prevere i fundador (1879); Miquel Domingo i Cendra, salesià màrtir; Rafael Alfonso Gutiérrez, Carlos Díaz Gandía, màrtirs (1936); Maurice Tornay, missioner màrtir (1949).
- Sants: Filomena de Roma, màrtir inexistent (302); Donoald de Beauvais, màrtir (s. V); Gilberta de Jouarre, abadessa (ca. 660).
- Beats: Daniel de Himmerod, monjo (1206).
- Venerables: Nicolau de Cusa, cardenal (1464).
- Venerats a l'Orde de la Mercè: sants Teobald d'Anglaterra i companys màrtirs (1499).

#### Església Copta
- 5 Mesori: Jaume el Persa, màrtir (421); Joan el Soldat, màrtir.

#### Església Ortodoxa (segons el calendari julià)
- Se celebren els corresponents al 24 d'agost del calendari gregorià.

#### Església Ortodoxa (segons el calendari gregorià)
Corresponen als sants del 29 de juliol del calendari julià.
- Sants:

#### Esglésies luteranes
- Santa Clara d'Assís, fundadora.

#### Esglésies anglicanes
- Santa Clara d'Assís, verge i fundadora (1253); John Henry Newman, prevere i tractadista.